# James G. Donovan

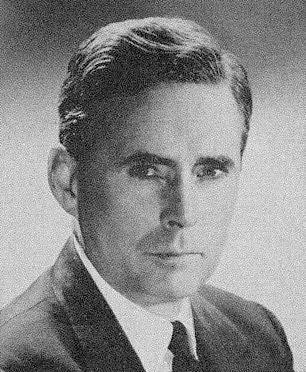
James G. Donovan (1951)

James George Donovan (* 15. Dezember 1898 in Clinton, Massachusetts; † 6. April 1987 in New York City) war ein US-amerikanischer Jurist und Politiker. Zwischen 1951 und 1957 vertrat er den Bundesstaat New York im US-Repräsentantenhaus.

## Werdegang
James George Donovan wurde ungefähr vier Monate nach dem Ende des Spanisch-Amerikanischen Krieges in Clinton im Worcester County geboren. Er besuchte in den Jahren 1916 und 1917 das Massachusetts Institute of Technology in Cambridge. Während des Ersten Weltkrieges diente er als Matrose (seaman) in der US-Navy. Er besuchte zwischen 1919 und 1921 die Harvard University und graduierte 1924 an der Law School der Columbia University in New York City. Seine Zulassung als Anwalt erhielt er 1923 in Massachusetts und 1925 in New York. Er begann 1925 in New York City zu praktizieren. Zwischen 1934 und 1941 fungierte er als Under-Sheriff im New York County. Er saß in den Jahren 1943 und 1944 im Senat von New York. Politisch gehörte er der Demokratischen Partei an.
Bei den Kongresswahlen des Jahres 1950 für den 82. Kongress wurde Donovan im 18. Wahlbezirk von New York in das US-Repräsentantenhaus in Washington, D.C. gewählt, wo er am 4. Januar 1951 die Nachfolge von Martin J. Kennedy antrat. Er wurde zwei Mal in Folge wiedergewählt. Im Jahr 1956 erlitt er bei seiner Wiederwahlkandidatur eine Niederlage und schied nach dem 3. Januar 1957 aus dem Kongress aus.
Nach seiner Kongresszeit ging er wieder seiner Tätigkeit als Anwalt nach. 1957 war er New York State Director in der Federal Housing Administration. Er lebte bis zu seinem Tod am 6. April 1987 in New York City. Sein Leichnam wurde dann auf dem Woodlawn Cemetery beigesetzt.